# Kambodja i olympiska sommarspelen 1996
Kambodja deltog i de olympiska sommarspelen 1996 med en trupp bestående av fem deltagare, men ingen av landets deltagare erövrade någon medalj.

## Brottning
- Vath Chamroeun

## Friidrott
Herrarnas maraton
- Rithya To — 105:e plats (→ 2:47:01)

Damernas 100 meter
- Ouk Chanthan